# Vulturnus quatei
Vulturnus quatei är en insektsart som beskrevs av Evans 1973. Vulturnus quatei ingår i släktet Vulturnus och familjen dvärgstritar. Inga underarter finns listade i Catalogue of Life.